# Wzgórze przy ulicy Wilczej
Wzgórze przy ulicy Wilczej we Wrocławiu – położone w rejonie osiedli Wilczy Kąt i Rakowiec usypisko powstałe w latach pięćdziesiątych i sześćdziesiątych XX wieku. 

## Położenie
Położone jest w południowo-wschodniej części miasta. Na północ od wzgórza przepływa rzeka Oława, za którą leży Las Rakowiecki i osiedle Siedlec. Na wschodzie leży niewielkie osiedle – Wilczy Kąt, a dalej ogrody działkowe i Park Wschodni. Na południu położone są tereny byłych zakładów Pollena (obecnie Cussons) przy ulicy Krakowskiej. Natomiast na zachodzie rozciągają się nadrzeczne łąki przy rozlewisku rzeki (dawne kąpielisko Na Niskich Łąkach). Aleja przebiegająca pomiędzy wzgórzem a korytem rzeki nosi nazwę Aleja Młoda, natomiast dojazd do wzgórza jest możliwy od ulic Krakowskiej poprzez ulicę Wilczą.
Obszar w obrębie którego położone jest wzgórze, stanowi część dużego klina przyrodniczego wchodzącego głęboko w obszar miasta, w ramach korytarza ekologicznego doliny Odry. Jest on naturalną kontynuacją nadodrzańskich lasów i łąk ciągnących się w kierunku Wrocławia od Kotowic i Siechnic. Dalej natomiast tereny zielone rozciągają się w mieście wzdłuż wideł Odry i Oławy. Obejmują przede wszystkim tereny wodonośne, Park Wschodni, Las Rakowiecki, Wzgórze przy ulicy Wilczej, dawne kąpielisko Na Niskich Łąkach, Park na Niskich Łąkach, tereny MPWiK, terasy Odry i inne. 

## Historia
Powstanie tego wzniesienia, podobnie jak wielu innych we Wrocławiu, wiąże się z odgruzowywaniem miasta po zniszczeniach wojennych. Szacuje się, że od około 60% do miejscami nawet 100% zabudowy miejskiej zostało zniszczonych podczas walk o twierdzę Wrocław pod koniec II wojny światowej w 1945 roku. Po wojnie znaczna część gruzu i elementów budynków trafiła na wysypiska gruzu. Wzgórze przy ulicy Wilczej stało się jednym z takich wysypisk. Początkowo wysypisko gruzu powstawało na obszarze objętym ramionami rzeki, jako dwa usypiska (powstałe w latach 1952–1965). Później materiał zgromadzony w jednym z nich został wykorzystany do zasypania w latach 1978–1981 południowego ramienia rzeki (około 400 m długości, 80 szerokości), a teren pozyskany w ten sposób częściowo wykorzystany został przez zakłady Pollena. Natomiast wzgórze które pozostało, obrośnięte jest zielenią, w tym drzewami (topole, olchy, wierzby i nieliczne drzewa owocowe). Podczas budowy wzgórza doszło do kilku wypadków, podczas których ciągniki z przyczepami, oraz później także ciężarówki, zsunęły się ze stoków i uległy zniszczeniu. Odnajdywano także niewybuchy i pojedyncze szczątki ludzkie.